# Суханов, Владимир Владимирович
Владимир Владимирович Суханов (род. 20 января 1937 года, Москва, РСФСР, СССР — 1 декабря 2017 года, Москва, Россия) — российский деятель культуры, педагог, и. о. ректора Московской консерватории (2004—2005).

## Биография
Родился 20 января 1937 года в Москве.
В 1954 году окончил Московское хоровое училище, в 1959 году — Московскую консерваторию по специальности «Хоровое дирижирование».
В 1974—1977 годах проходил ассистентуру-стажировку в Государственном музыкально-педагогическом институте имени Гнесиных (учителя А. В. Свешников, А. А. Юрлов, С. И. Лаппо).
С 1969 по 1971 годы — декан дирижёрско-хорового факультета и факультета народных инструментов ГМПИ имени Гнесиных.
С 1971 по 1981 годы — заместитель начальника Управления учебных заведений и научных учреждений Министерства культуры СССР.
С 1981 по 1989 годы — заместитель Генерального директора и художественного руководителя Госконцерта СССР.
С 1989 по 2017 годы работал в Московской государственной консерватории имени П. И. Чайковского: проректор по международным связям (1989–2007), начальник Департамента международного сотрудничества (2007–2014), исполнял обязанности ректора (с марта 2004 по июнь 2005 года), начальник Управления международного сотрудничества (2015–2017).
В период 1963 по 2016 годы вел преподавательскую деятельность в: Московском музыкальном училище имени М. М. Ипполитова-Иванова, Московском государственном педагогическом институте (сейчас Московский педагогический государственный университет), в Государственном музыкально-педагогическом институте имени Гнесиных (ныне Российская академия музыки имени Гнесиных), Московской государственной консерватории имени П. И. Чайковского.
Владимир Владимирович Суханов умер 1 декабря 2017 года в Москве.

## Награды
- Орден Почёта
- Заслуженный деятель искусств Российской Федерации (6 июля 1994) — за заслуги в области музыкального искусства